# ممتاز أختر
ممتاز أختر (8 ديسمبر 1988 في الهند - ) هو لاعب كرة قدم هندي في مركز الوسط. لعب مع نادي بونه ونادي محمدان وUnited Sikkim FC ‏.

## وصلات خارجية
- ممتاز أختر على موقع قاعدة بيانات كرة القدم.إي يو (الإنجليزية)
- ممتاز أختر على موقع Soccerway.com (الإنجليزية)